# Hemisphragia petiolata
Hemisphragia petiolata är en stekelart som först beskrevs av Szepligeti 1916.  Hemisphragia petiolata ingår i släktet Hemisphragia och familjen brokparasitsteklar. Inga underarter finns listade i Catalogue of Life.